# Марена (мифология)
Марена (пол. Marzan(n)a, Śmiertka, словац. Morena, Marmuriena, чеш. Morana, Smrtka, укр. Марена) — в западно- и в меньшей степени восточнославянской традиции женский мифологический персонаж, связанный с сезонными обрядами умирания и воскресания природы. Имя Марены или Мары носит чучело, кукла или деревце в ритуалах проводов зимы и встречи весны.

## Функции и происхождение

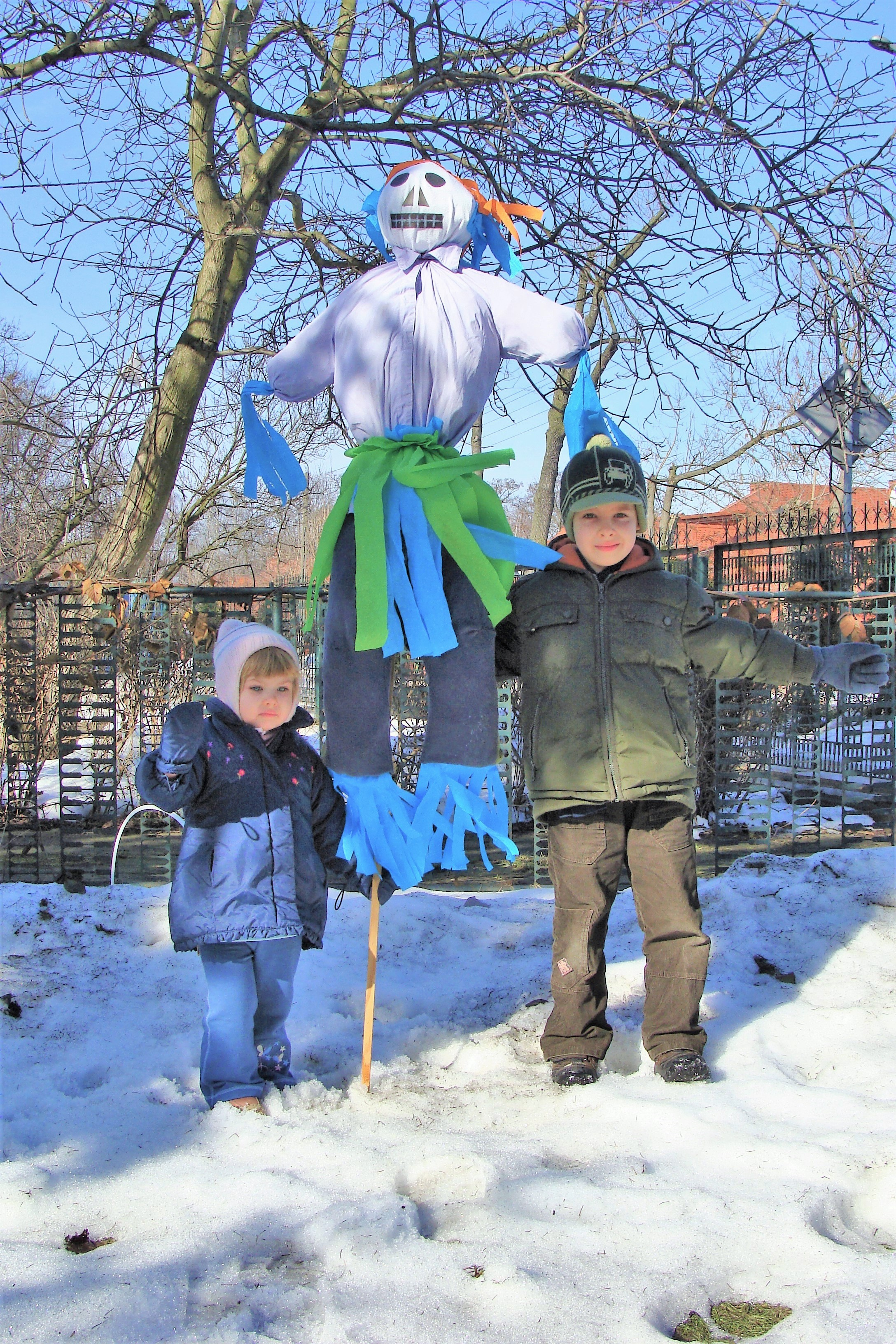
Марена. Польша

Женское имя Марена упоминается в найденных в Великом Новгороде в 1997—2005 годах берестяных грамотах № 794, 798, 849, 955, датированных второй—третьей четвертью XII века. Также часто встречается в русских и польских актах; например «свою дъвку на имь Марену» в русской грамоте 1393 года.
В хронике «Польская история» Яна Длугоша Marzyana названа «Церерой» древних поляков.
Образ Марены, по первоначальному этимологическому родству или по вторичному звуковому уподоблению, связывается со смертью и сезонными аграрными обрядами умирания и воскресания природы. Чешская Морана (старочеш. Morana) в подложных глоссах из «Mater Verborum» отождествляется с Гекатой и Прозерпиной-Персефоной («Ecate, trivia vel nocticula, Proserpina»). Вяч. Вс. Иванов и В. Н. Топоров связывают имя Марены с именем римского бога войны Марса, первоначально также имевшего аграрные функции, восстанавливая общую праформу *Mǒr- (допуская при этом, что позже, возможно, произошло смешение — в духе народной этимологии, — корней *Mǒr- и *mer-, «смерть», в результате чего божество плодородия стало ассоциироваться ещё и со смертью). В популярных публикациях Марена часто описывается исключительно как богиня смерти; именно так зачастую трактуется её образ в неоязыческой сфере.
У словенцев Помурья во время встречи весны в Юрьев день, когда водили «Зелёного Юрия» или «Весника», зиму называли Бабой Ягой:

| Оригинал Zelenega Jurja vodimo, Maslo in jajca prosimo, Ježi-babo zganjamo, Mladoletje trosimo! | Перевод Зелёного Юрия водим, Масло и яйца просим, Бабу-ягу прогоняем, Весну рассыпаем! |

## Народные обряды
Как правило, чучело Марены сооружали из соломы, которую насаживали на шест. Одевали Марену либо в тряпьё, либо в праздничную одежду; иногда в белое платье или костюм невесты; украшали лентами, скорлупками яиц, украшениями из лоскутков и соломы. Лужичане одевали чучело в рубаху последнего умершего в селе человека и подвязывали поясом последней вышедшей замуж невесты.
Обычно Марена имела женский облик, её готовили и носили по селу девушки. В некоторых местах чешско-словацкого и
смежного с ним польского ареала также делалось и мужское чучело, которое носили парни.
Обряд известен в Словакии, Моравии, Чехии, Польше (Великопольша, Силезия, Мазовия, Подлясье, Келецкое, Люблинское, Краковское воеводства), Лужице, Каринтии, а также в Венгрии и Австрии. Сходные обряды выноса и уничтожения соломенного чучела встречаются у балканских и отчасти у восточных славян (см. Иван Купала, Кострома, Русальная неделя, Масленица).

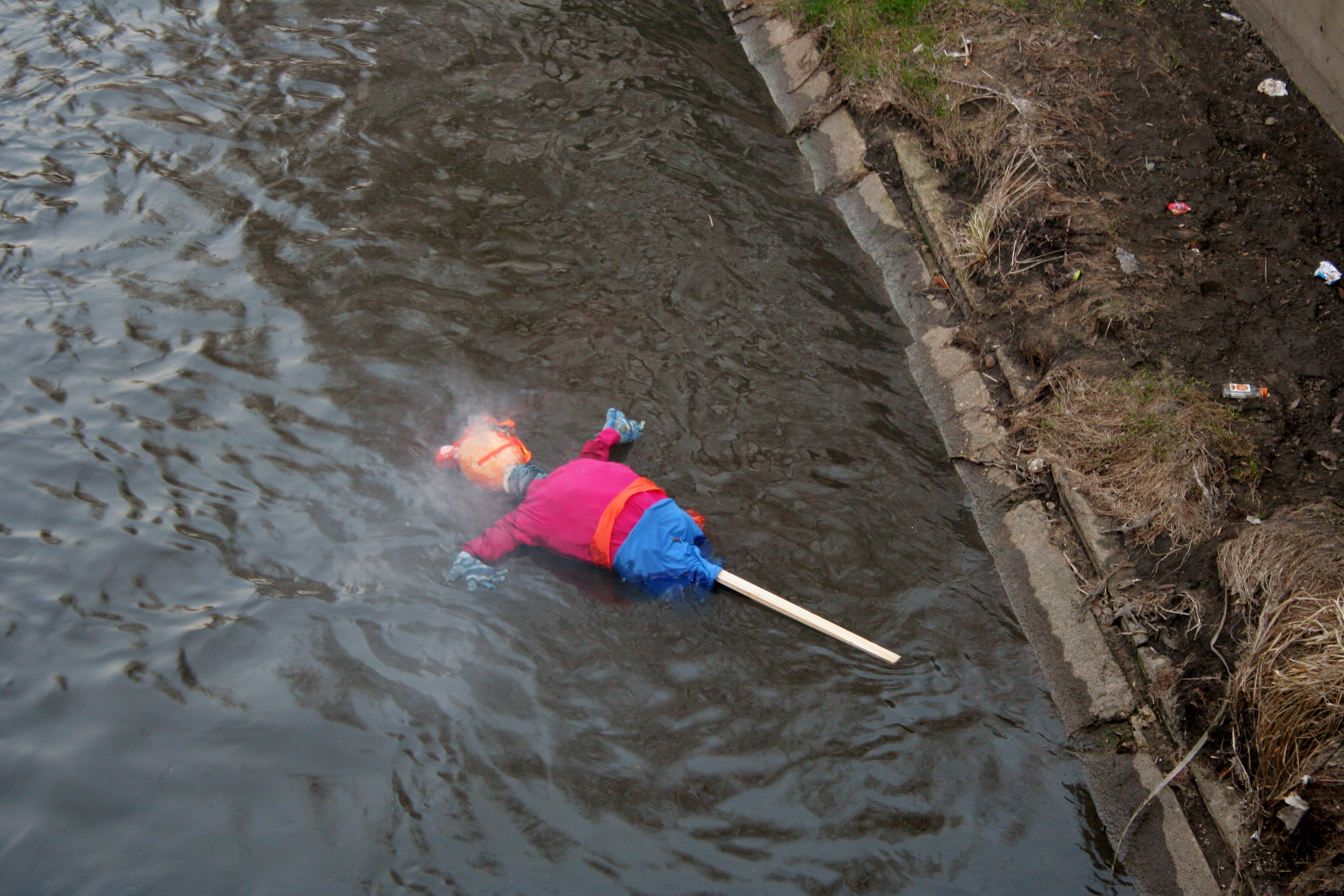
Чучело Марены, брошенное в реку. Катовице, Польша, 2012

Обряд исполнялся в одно из воскресений в конце Великого поста (чаще всего в 4-е или 5-е, называемые у словаков «Чёрным», «Смертным», «Мареновым» — Čierna, Smrtna, Marmuricnova nedeľa, у чехов — Smrtna neděle, иногда в 6-е, Вербное — Květná neděle). Марену несли с песнями за село и там уничтожали: топили (словац., чеш., морав., пол.), сжигали (пол., чеш.), разрывали на части (морав.), забрасывали на дерево (морав.), разбивали о дерево (словац.), били палками (словац., морав.), закидывали камнями (морав.), сбрасывали в пропасть (морав.), закапывали в землю (чеш.) и т. п. Уничтожение должно было быть окончательным: следили, чтобы Марена сгорела полностью, брошенную в воду Марену забрасывали камнями до тех пор, пока она не утонет, разбитое чучело сжигали на костре.
Верили, что уничтожение чучела обеспечит скорый приход лета, хороший урожай, сохранит село от наводнений и от пожара, защитит от мора и смерти, а девушкам обеспечит замужество. Участие в обряде выноса Марены являлось оберегом от различных несчастий. Тот, кто не ходил со «Смертью» или опоздал к началу обряда, был уверен, что в этом году умрёт сам или похоронит кого-либо из своей семьи (морав.).
Как правило, после уничтожения чучела Марены следовала вторая часть обряда: там же, за селом, молодёжь украшала жердь, на которой было укреплено чучело, или специально срубленное в лесу зелёное деревце, ветку лоскутками и лентами; одежду, снятую с Марены, надевала здоровая девочка или специально избранная «королева» (kralovna), и все возвращались с песнями в село, поздравляя с приходом весны. За это их одаривали и угощали. Зелёные ветки или деревца — символ наступающей весны, жизни, здоровья (см. Деревце обрядовое). Деревце называлось maj, leto, nove leto, letecko (словац.), nove lito (чеш.), majiček (морав.).
На территории Украины на Авдотью Плющиху носят по деревням и полям чучело, одетое в женское платье, которое называется Марена или мара (призрак). Эту мару провожает толпа детей, парней, девушек и молодиц при громком пении. Мареной в Украине также называли купальское деревце, украшенное венками, цветами, бусами и лентами. Около него ставили соломенную куклу, одетую в женскую рубаху — Купало. Пока девушки пели и скакали через костёр, парни подкрадывались, отнимали Марену, разрывали, разбрасывали или топили в воде. Части разорванной Марены девушки относили в огород для плодородия.
Схожее название и функции у болгарского обряда Мара Лишанка, исполняемого девушками в среду на пасхальной неделе.